# Грушак Віталій Федорович
Грушак Віталій Федорович (рум. Vitalie Gruşac; нар. 11 вересня 1977, Гриманкауці, Бричанський район, Молдавська РСР) — молдовський боксер, бронзовий призер Олімпіади 2000

## Боксерська кар'єра
Грушак вперше взяв участь в міжнародних змаганнях у 1996 році. Регулярно виступав в різноманітних турнірах без особливого успіху. Найбільшим спортивним досягненням Грушака стала бронза Олімпіади 2000.
- У 1/8 фіналу переміг Шерзода Хусанова (Узбекистан) — 13-7
- У чвертьфіналі переміг чемпіона Європи 2000 Бюлента Улусой (Туреччина) — 19-10
- У півфіналі програв Сергію Доценко (Україна) — 8-17 і став володарем бронзової нагороди.

На Олімпіаді 2004 в категорії до 69 кг поступився Кім Чон Джу (Південна Корея) — 20-23.
2005 року входив до складу збірної Білорусі на командному Кубку світу, де програв Андрію Баланову (Росія) — 19-31 та переміг Деметріуса Ендреда (США) — 27-18.
На Олімпіаді 2008 в першому раунді змагань переміг Джерард О'Махоні (Австралія) — 7-2, але в другому раунді програв майбутньому чемпіону Бакиту Сарсекбаєву (Казахстан) — RSCI	.

### Виступи на Олімпіадах
| Олімпіада   | Дисципліна | Місце      |
| ----------- | ---------- | ---------- |
| Сідней 2000 | до 67 кг   | 3          |
| Афіни 2004  | до 69 кг   | 1/8 фіналу |
| Пекін 2008  | до 69 кг   | 1/8 фіналу |